# Progress M-SO1
Module de l'ISS
Progress M-SO1 était un vaisseau Progress modifié utilisé pour apporter le module d'amarrage Pirs à la Station spatiale internationale. Il est basé sur le vaisseau Progress-M 11F615A55, avec le module de fret pressurisé enlevée pour installer Pirs, et avait la numéro de série 301.
Progress M-SO1 a été lancé par une fusée Soyouz-U à partir du Site 1/5 au cosmodrome de Baïkonour.
Le lancement a eu lieu à 23:34:55 GMT, le 14 septembre 2001. Le vaisseau s'est amarré au port nadir du module Zvezda le 17 septembre à 01:05 GMT. Il est resté amarré pendant neuf jours et demi avant d'être séparé de Pirs le 26 septembre à 15:36 GMT. Il a été désorbité à 23h30 GMT le même jour, et a brûlé dans l'atmosphère au-dessus de l'Océan Pacifique, avec impact des débris dans l'océan à environ 00:01 GMT le 27 septembre.